# Torulaspora pretoriensis
Torulaspora pretoriensis är en svampart som först beskrevs av Van der Walt & Tscheuschner, och fick sitt nu gällande namn av Van der Walt & Johannsen 1975. Torulaspora pretoriensis ingår i släktet Torulaspora och familjen Saccharomycetaceae.   Inga underarter finns listade i Catalogue of Life.